# Zodion discale
Zodion discale är en tvåvingeart som beskrevs av Pearson och Camras 1978. Zodion discale ingår i släktet Zodion och familjen stekelflugor. Inga underarter finns listade i Catalogue of Life.